# Lónyay Anna
Nagylónyai Lónyay Anna (17. század eleje – 1687/1693) Kemény János erdélyi fejedelem második felesége.

## Élete
A 17. század elején született. Apja, Lónyay Zsigmond – aki a kállói várparancsnoknak, Lónyay Andrásnak volt a testvére – 1627-től Kraszna vármegye főispánja, 1648-tól pedig beregi főispán is volt. Anyja Varkocs Margit bárónő. Két lánytestvére közül a legidősebb, Margit  Csáky István neje, Zsuzsanna nevű húga pedig Bocskai István főispán neje lett.
Lónyay Anna először Wesselényi Istvánnak, Közép-Szolnok vármegye főispánjának volt a hitvese. Ennek halála (1656. július 7.) után egy év múlva már jegyben járt Kemény Jánossal. Amikor Kemény János 1657 januárjában II. Rákóczi György erdélyi fejedelemmel Lengyelország ellen harcolt, tatár fogságba esett, ahonnan 1659 tavaszán váltották ki. Lónyay Anna a hagyomány szerint 116 ezer tallért volt képes ékszereinek zálogba adásával összegyűjteni, hogy vőlegényét a rabságból kiválthassa.
A részben jegyeséhez és férjéhez írt tizenkét magyar nyelvű levelét a Történelmi Tárban adta ki Koncz József és Tóth Ernő. (1893. 523–525. és 1900. 161–218.) Ugyanitt közölték Kemény Jánosnak hozzá intézett 51 levelét is.